# Heinrich von Churschwandt
Johann Heinrich Anton Graf von Churschwandt, auch Cuhrschwandt, (* um 1700 in Schlesien; † September 1770 oder September 1771) war ein kaiserlicher, dann preußischer Staatsminister.

## Leben

### Herkunft und Familie

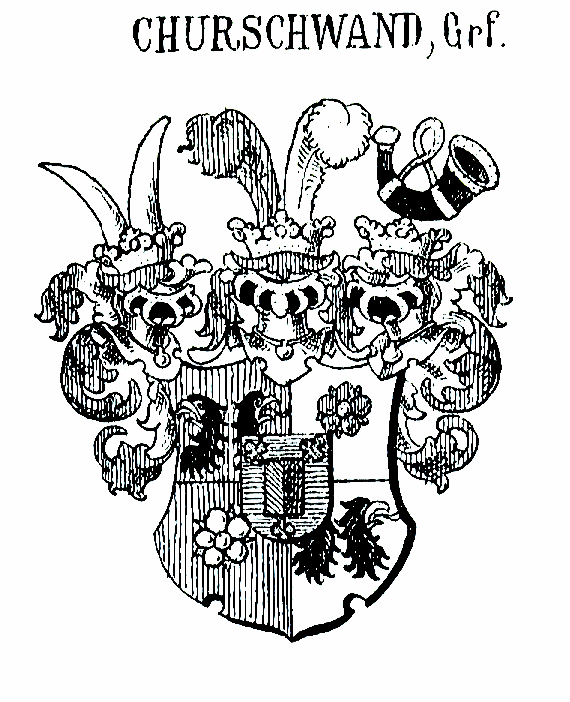
Wappen derer Grafen von Churschwand

Johann Heinrich, in den Matrikeln der Universität Salzburg mit dem weiteren Vornamen Anton, war Angehöriger eines alten böhmisch-schlesischen Adelsgeschlechts, das 1655 in den Freiherrnstand und 1699 in die Grafenwürde gelangte. Über die direkte jüngere Stammlinie, die Heinrich von Churschwandt beschloss, werden unterschiedliche Angaben gemacht. Seine erste Ehe mit Anna Maria, geborene Gräfin von Harrach (* 1697) wurde vor 1766 geschlossen und blieb ohne Kinder. Er vermählte sich jedenfalls erneut mit der ungleich jüngeren Maria Theresia, geborene Gräfin von Nimptsch (1749–1830), die erst 18-jährig seine Witwe und Erbin wurde. Sie ging dann eine zweite Ehe mit Ludwig Wilhelm von Schlabrendorf (1743–1803), einem Sohn des preußischen Etatminister von Schlesien und Präsident beider schlesischer Kammern Ernst Wilhelm von Schlabrendorf (1719–1769) ein, der auf diesen Weg den Churschwandtschen Besitz und die Würde des Erbbaudirektors in Schlesien an sich und seine Familie brachte sowie 1772 in diesem Zusammenhang selbst in den preußischen Grafenstand gehoben wurde.

### Werdegang
Churschwandt immatrikulierte sich 1714 an der Universität Salzburg. 1744 hatte er den Charakter eines kaiserlichen Staatsministers erhalten. Seit Mitte 1765 amtierte er als schlesischer Baudirektor. Gesuche um die preußische Ministerwürde als auch um Aufnahme in den Schwarzen Adlerorden wurden zunächst abgelehnt. 1769 wurde er schließlich doch von Friedrich II. zum Wirklichen Geheimen Staatsminister ernannt, jedoch nicht in den preußischen Staatsrat eingeführt. Er war auch Landesältester des Fürstentum Breslau.

### Besitz
Das 1607 errichtete Gutshaus in Stolz wurde 1730 für Churschwandt umgebaut. Schloss Stolz, inzwischen Ruine, wurde ebenfalls in der ersten Hälfte des 18. Jahrhunderts für ihn errichtet und von 1773 bis 1779 für Ludwig Wilhelm Graf von Schlabrendorf umgebaut. 1744 war er Erbherr auf Frankenthal. 1769 kam die Schweinhausburg durch Zwangsversteigerung an Churschwandt, der es bald an seine junge Witwe vererbte.

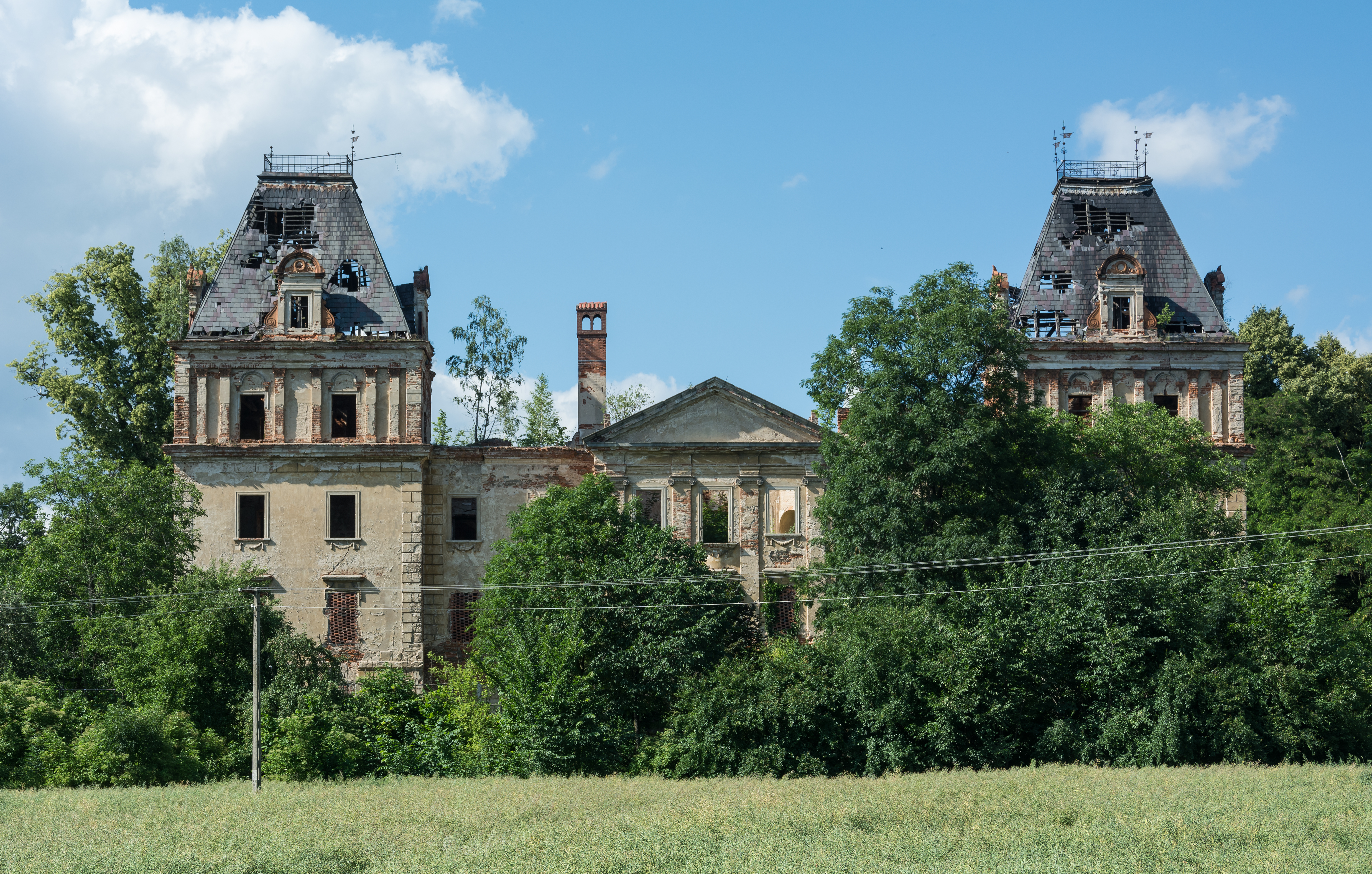
Ruine von Schloss Stolz (2016)
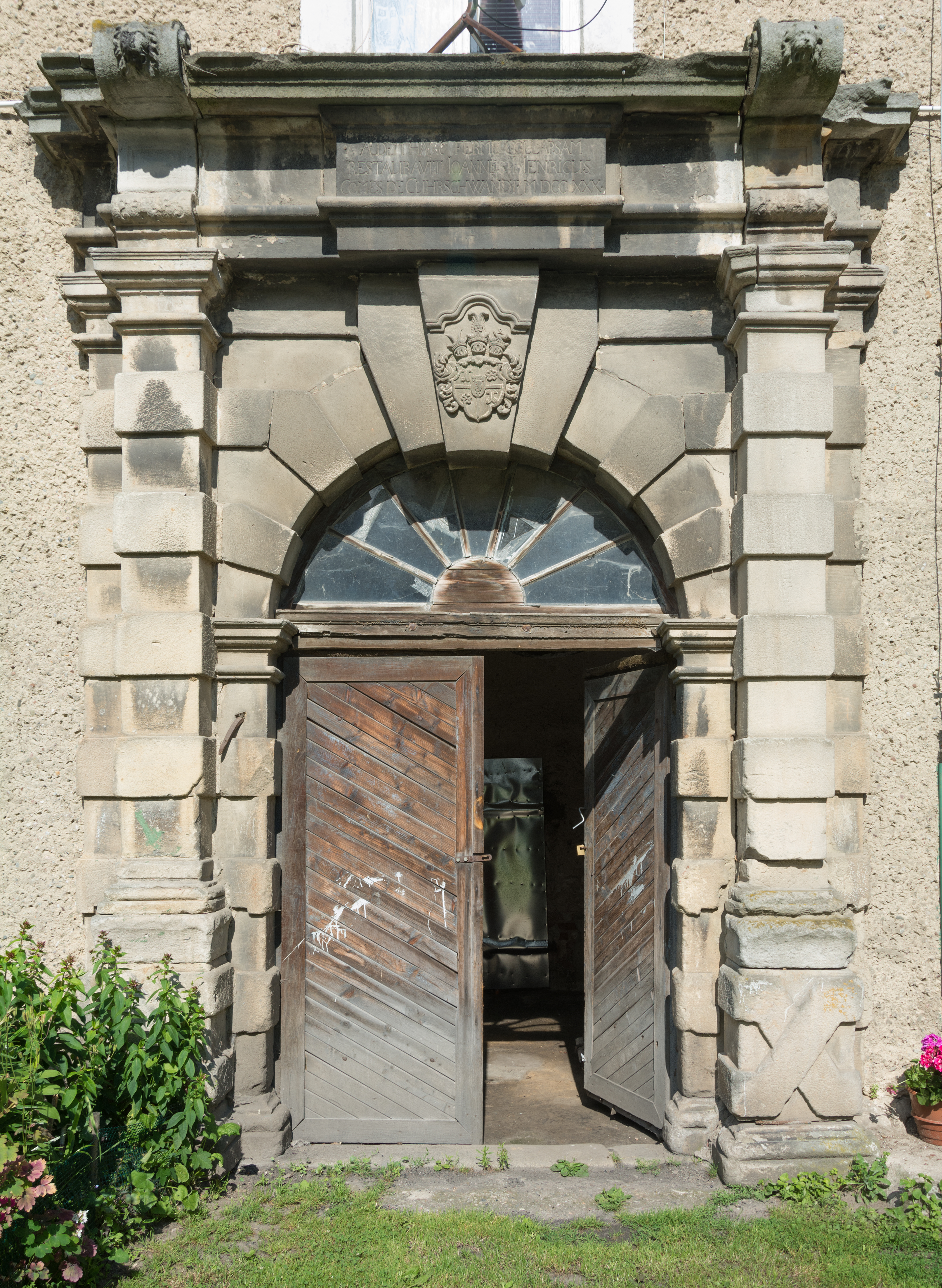
Portal von Schloss Stolz mit Wappen (2016)
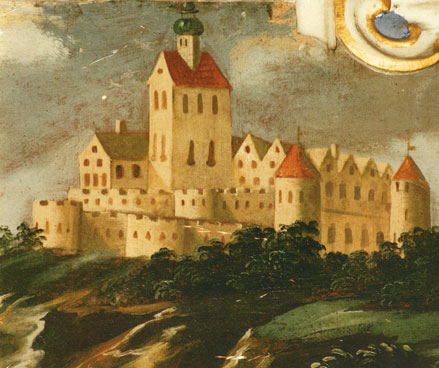
Die Schweinhausburg (1665)